# إريس وانغ
إريس وانغ (بالإنجليزية: Iris Wang) هي لاعبة كرة الريشة أمريكية، ولدت في 2 سبتمبر 1994 في باسادينا في الولايات المتحدة.

## وصلات خارجية
- إريس وانغ على موقع BWF.tournamentsoftware.com (الإنجليزية)
- إريس وانغ على موقع BWFbadminton.com (الإنجليزية)
- إريس وانغ على موقع اللجنة الأولمبية الدولية (الإنجليزية)
- إريس وانغ على موقع أوليمبيديا (الإنجليزية)